# İl
İl (plural İller) és un terme turc que designa un territori organitzat.
Apareix a les inscripcions d'Orkhon on el defineix com un poble o conjunt de pobles que formen un tot independent i tenen al seu front un gran kan. Els sobirans karakhànides es van dir Ilek kans, segurament derivat d'Il.
Sota els otomans es va utilitzar per definit alguns territoris com Rüm-éli (Rum-Il = Rumèlia, equivalent al llatinitzat Romania) o Iç Il (a Cilícia, vegeu província d'Içel) i territoris determinats com Kodja-éli (el territori conquerit pel ghazi Akçe Kodja) o Aydın-ili, Mentese-ili, etc. aplicats als territoris dels beilicats turcmans que prenien el nom del seu fundador. Així éli o ili o il podia voler dir ""Territori de" o "Terres governades per", o també "Terres abans governades per" com Karli-ili, les terress del dèspota Carlo Tocco, Herzek-ili, les terres de l'herceg o duc de Sant Sava després Hercegovina, o Lewshkeri-ili, les terres dels Làscaris, donat de vegades a Aydin. De vegades volia dir districte com Il-Basan (Elbasan, Districte de la fortalesa de Basan a Albània) i altres.
Amb la república turca el nom vilayet (arabitzat wilayat) que es donava a les províncies fou substituït per il. El kada o kaza (districte) fou substituït per ilcçe (diminutiu d'il). El vali (wali) va passar a ser l'ilbay, i el kaymakam va passar a ser l'ilçebay.
En la moderna Turquia, el terme il designa les províncies en què està dividida el país.